# 아제르바이잔의 행정 구역

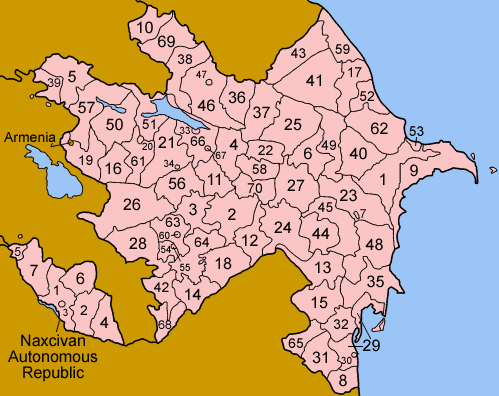
아제르바이잔의 행정 구역

아제르바이잔은 59개 구(아제르바이잔어: rayonlar, 단수형 rayon)와 11개 시(아제르바이잔어: şəhərlər, 단수형 şəhər), 1개의 자치 공화국(아제르바이잔어: muxtar respublika, 나흐츠반 자치 공화국)으로 구성되어 있으며 나흐츠반 자치 공화국은 7개 구와 1개 시로 나뉜다.

## 아제르바이잔 본토
1. 압셰론구
2. 아그자배디구
3. 아그담구
4. 아그다슈구
5. 아흐스타파구
6. 아흐수구
7. 시르반시
8. 아스타라구
9. 바쿠시
10. 발라캔구
11. 배르대구
12. 베일래간구
13. 빌래수바르구
14. 재브라이을구
15. 잴릴라바트구
16. 다슈캐샌구
17. 샤브란구
18. 퓌줄리구
19. 개대배이구
20. 간자시
21. 고란보이구
22. 괴이차이구
23. 하즈가불구
24. 이미슐리구
25. 이스마이을르구
26. 캘배재르구
27. 퀴르대미르구
28. 라츤구
29. 랜캐란구
30. 랜캐란시
31. 레리크구
32. 마살르구
33. 민개체비르시
34. 나프탈란시
35. 네프찰라구
36. 오구스구
37. 개밸래구
38. 가흐구
39. 가자흐구
40. 고부스탄구
41. 구바구
42. 구바들르구
43. 구사르구
44. 사틀르구
45. 사비라바트구
46. 섀키구
47. 섀키시
48. 살리안구
49. 샤마흐구
50. 섐키르구
51. 사무흐구
52. 시얘잰구
53. 숨가이트시
54. 슈샤구
55. 슈샤시
56. 태르태르구
57. 토부스구
58. 우자르구
59. 하치마스구
60. 한캔디시
61. 괴이괼구 (한라르구)
62. 흐즈구
63. 호잘르구
64. 호자벤트구
65. 야르듬르구
66. 예블라흐구
67. 예블라흐시
68. 잰길란구
69. 자가탈라구
70. 재르다프구

## 나흐츠반 자치 공화국
1. 바배크구
2. 줄파구
3. 캔갤리구
4. 나흐츠반시
5. 오르두바트구
6. 새대래크구
7. 샤흐부스구
8. 섀루르구

## 같이 보기
- ISO 3166-2:AZ